# Beithir
Der Beithir ist eine große schlangenartige Kreatur in der schottischen Mythologie. Wahrscheinlich ist die mythologische Gestalt auf große Grasschlangen wie die Ringelnatter (Natrix natrix) oder europäische Aale (Anguilla anguilla) zurückzuführen.

## Etymologie
Das Wort beithir bedeutet im Schottisch-Gälischen „Blitz, große Schlange, wildes Tier, Bär“. Im Irischen und im ältern schottisch-gälischen Sprachgebrauch kann es auch „Bär“ bedeuten, allerdings ist das Wort „mathan“ dafür heute gebräuchlicher. Da der „Bär“ im Keltischen Stärke bezeichnet, wurde der Begriff auch auf den „Krieger“ übertragen, weshalb beithir auch eine Metapher für „Krieger“ sein kann. Der Wissenschaftler James MacKillop glaubt, dass das Wort beithir vom altnordischen Wort für „Bär“ („bjǫrn“) oder „Blitz“ abgeleitet wurde. Allerdings ist dieser Bezug eher Spekulation.

## Mythologie
Der Beithir wird als einer der Fuath betrachtet. Es wird berichtet, das man diese beobachten kann, wenn Lichtblitze am Himmel zu sehen sind.
Die Kreatur besitzt zwar einen langen Schwanz, ist aber den wilden Drachen in der germanischen Mythologie nicht vergleichbar. Ein Berg südlich von Glencoe heißt „Ben Vair“ oder „Ben Vehir“ und soll an einen Beithir erinnern, der dort Zuflucht suchte.
John Gregorson Campbell schrieb, dass man den Kopf einer Schlange vom Rumpf entfernen müsse, damit die beiden Teile sich nicht wieder miteinander verbänden, wodurch sie als Beithir wieder lebendig würden.
In der Celtic Review von 1908 schreibt der Folklorist E. C. Watson, dass der Beithir ein Bewohner von Berghöhlen und Bergkesseln sei, wobei er als „giftige und zerstörerische Kreatur“ beschrieben wird. Er ist der Überzeugung, dass der Volksglaube damit zusammenhängt, dass der Blitz wie eine Schlange aussieht.

## Fantasyspiele
Die Kreatur des Beithirs wird in Fantasyspielen oft benutzt, wo sie ein drachenartiges, schlangenartiges Wesen darstellt. Sie tritt als „Behir“ in Dungeons and Dragons auf, aber auch als „hungernder Beithir“ in HellRealm.

## Topografische Begriffe
- Beinn a'Bheithir: Wanderweg von Ballachulish über die Bergrücken der Munros, Schottland
- Beinn a'Bheithir: „Blitzberg“ (1024 m), südlich von Ballachulish, südlich von Loch Leven, Glencoe, Schottland

## Bibliografie

### Wörterbücher
- Etymological Dictionary of the Gaelic Language, Alexander MacBain, Eneas Mackay, 1911
- Faclair Gàidhlig Dwelly Air Loidhne, Dwelly, Edward (1911), Faclair Gàidhlig gu Beurla le Dealbhan/The Illustrated [Scottish] Gaelic-English Dictionary (10te Ausgabe), Edinburgh: Birlinn Limited, ISBN 0-901771-92-9
- Malcolm Macleannan: A Pronouncing and Etymological Dictionary of the Gaelic Language, Acair and Mercat Press 1993, S. 35, ISBN 0-08-025713-5
- MacKillop, James: „beithir“, A Dictionary of Celtic Mythology (online ed. 2004), Oxford University Press
- “beithir” in Dictionary of the Irish Language, Royal Irish Academy, 1913–1976